# Aselle des murs
Oniscus asellus
Espèce
L'Aselle des murs (Oniscus asellus) est une espèce de cloportes des plus répandus en Europe occidentale et du Nord, ainsi que sur les îles Britanniques.

## Description
Il peut mesurer jusqu'à 18 millimètres de long pour 6 millimètres de large.

## Biotope
Ce crustacé terrestre vit de un à deux ans, dans les milieux humides et sombres (grottes, anfractuosités de murs…) de toutes les zones tempérées de la terre, souvent près de l'homme. Il est détritivore, se nourrissant de restes de plantes, d'animaux morts et de bois mort.